# کولیمسکویه (ماگادان)
کولیمسکویه (به لاتین: Kolymskoye) یک منطقهٔ مسکونی در روسیه است که در استان ماگادان واقع شده‌است.